# Почайна (Київ)
Почайна (раніше Петрівка) — частина Подолу, розташована поблизу Північного моста і станції метро «Почайна». У 1920−1930-х роках Поділ мав назву Петрівка (Петрівський район) — від прізвища радянського політичного діяча, голови ВУЦВК Г. І. Петровського.
Відразу біля станції метро «Почайна» розташований книжковий ринок «Почайна» — найбільший книжковий ринок Києва та один із найбільших в Україні. Офіційне відкриття ринку відбулося 1 березня 1997 року.

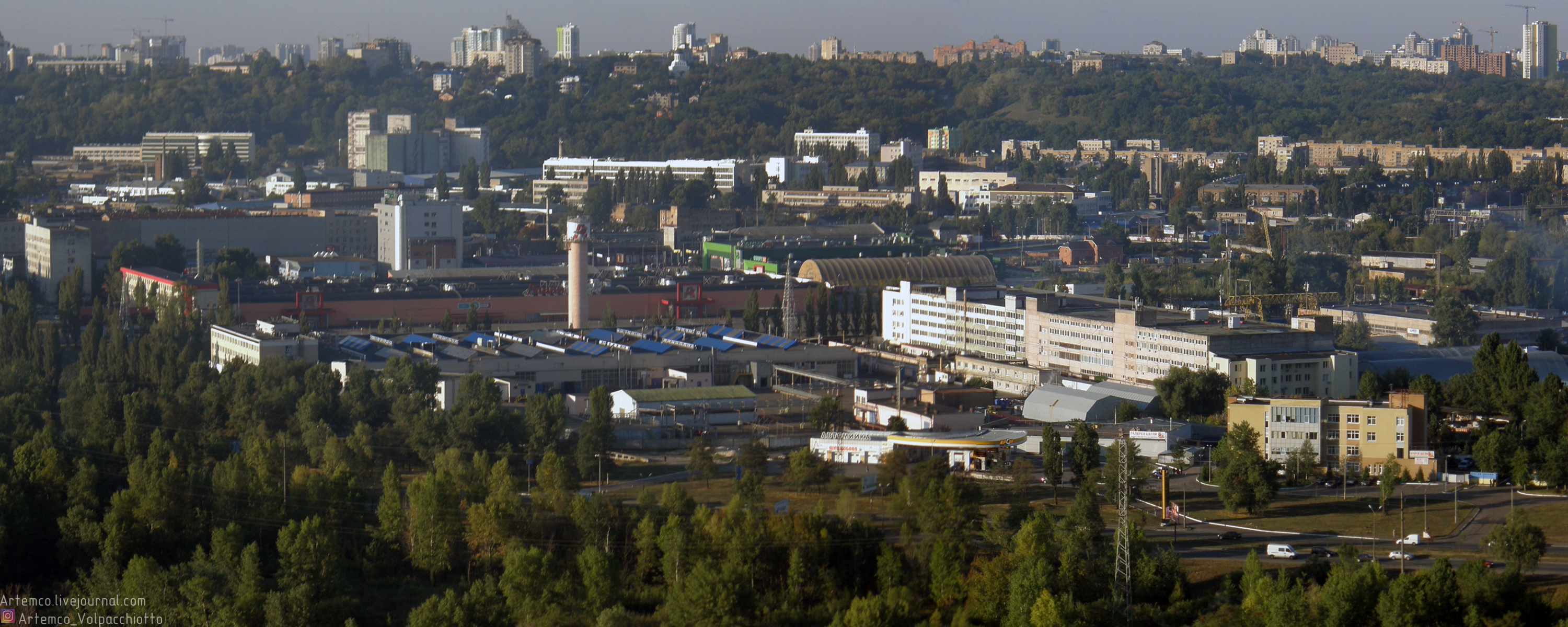
Почайна між Богатирською вулицею та проспектом Бандери